# Dobróváralja
Dobróváralja (szlovákul Podzámčok) község Szlovákiában, a Besztercebányai kerület Zólyomi járásában.

## Fekvése
Zólyomtól 8 km-re délre fekszik.

## Története
A községtől északra emelkedő dombtetőn állnak Dobronya várának maradványai. A vár a 13. század második felében épült, 1306-ban Csák Máté foglalta el, majd újra a királyé. A falut 1425-ben említik először, a 16. századig Dobronya várának tartozéka volt. 1455-ben V. László a vár helyreállítását rendelte el. A falu a 18. századtól uradalmi központ, lakói zsellérek voltak. A vár a 18. század végén indult pusztulásnak, köveit a lakosság hordta szét.
A 18. század végén Vályi András így ír róla: „VÁRALLYA. Dobró, Zólyom Várallya, és Végles Várallya. Tót faluk Zólyom Várm. földes Uraik H. és G. Eszterházy Uraságok, lakosaik többfélék, fekszenek Dobronához, és N. Szalatnához, mellynek filiája, nem meszsze; határjaik középszerűek.”
Fényes Elek 1851-ben kiadott geográfiai szótárában így ír a településről: „Dobróváralja, Zólyom m. tót falu, 246 kath., 4 evang. lak. F. u. a kamara.”
A trianoni diktátumig Zólyom vármegye Zólyomi járásához tartozott.

## Népessége
| Év:            | 1994. | 2004.   | 2014.    | 2024.   |
| -------------- | ----- | ------- | -------- | ------- |
| Emberek száma: | 337   | 336     | 512      | 555     |
| Eltérés:       |       | -0,29 % | +52,38 % | +8,39 % |

| Év:            | 2023. | 2024.   |
| -------------- | ----- | ------- |
| Emberek száma: | 554   | 555     |
| Eltérés:       |       | +0,18 % |

A községnek 1910-ben 322, túlnyomórészt szlovák lakosa volt.
2001-ben 306 lakosából 297 szlovák volt.
2011-ben 460 lakosából 393 szlovák.

## Nevezetességei

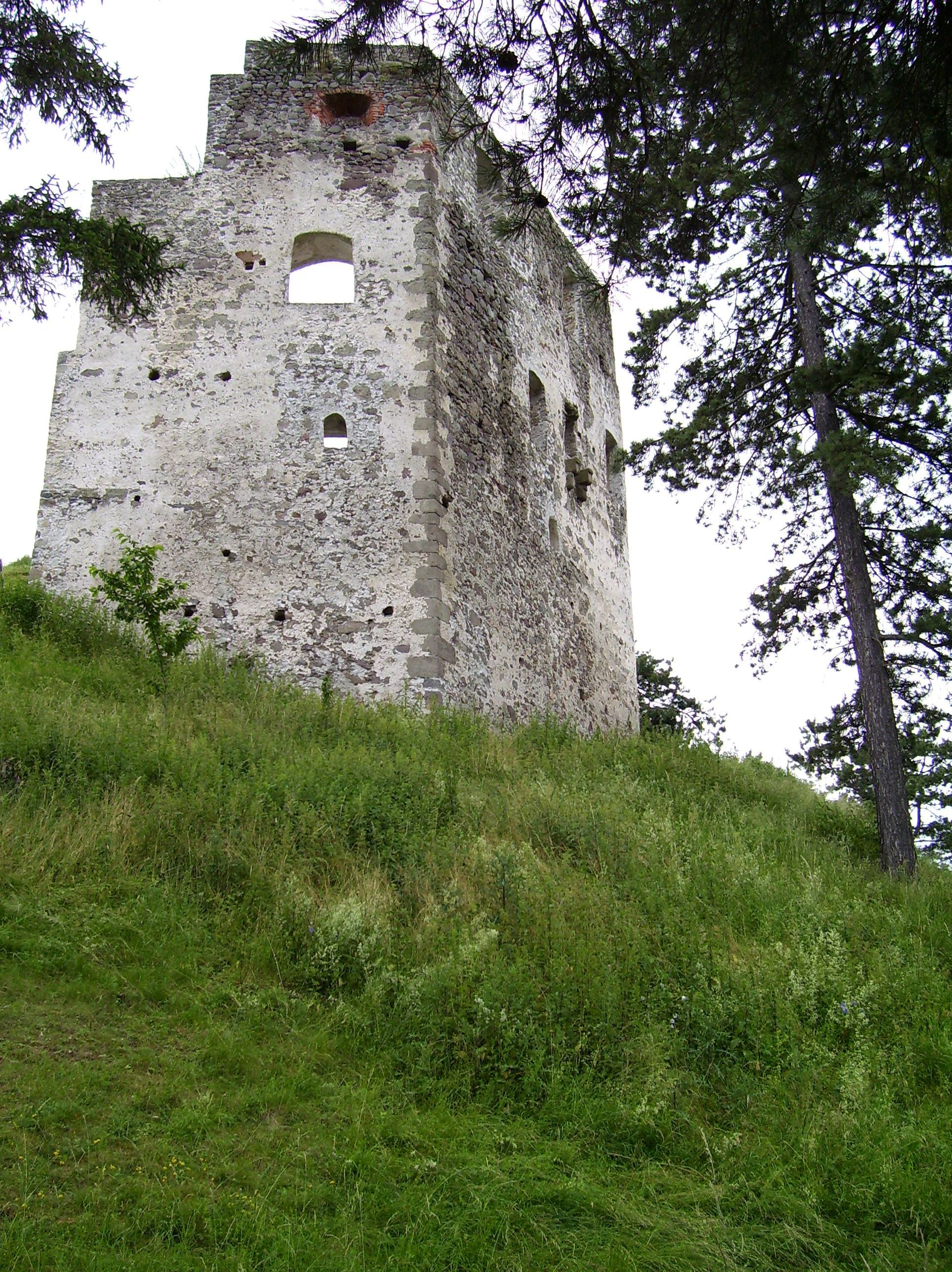
Dobronya várának falmaradványa

- Dobronya várának romjai.
- 1868-ban épített harangláb.